# Стрезетина
Стрезетина (словен. Strezetina) — поселення в общині Ормож, Подравський регіон‎, Словенія.